# 01
01 – debiutancki album studyjny duetu Niwea. Wydawnictwo ukazało się 1 marca 2010 roku nakładem wytwórni muzycznej Qulturap. Płyta była promowana teledyskiem do utworu „Miły, młody człowiek”.

## Lista utworów
Źródło.
1. „Ciemno” – 3:12
2. „Wielkie Wuesbe Srebrne” – 2:50
3. „Portret z Kabli” – 4:07
4. „Klata Piersiowa” – 4:42
5. „Miły, Młody Człowiek” – 3:51
6. „Łaskoczące Rzeczy” – 3:36
7. „Generał Hermaszewski” – 3:22
8. „Piętrowe Piosenki” – 3:05
9. „Nadusze” – 2:49
10. „Senna Wełna” – 3:15

## Twórcy
Źródło.
- Wojciech Bąkowski – muzyka, słowa, wokal
- Dawid Szczęsny – muzyka, produkcja